# The Cosmos-Quaking Origins of The New Luthor And Brainiac!

Action Comics #544.

The Cosmos-Quaking Origins of The New Luthor And Brainiac! é o título de duas histórias - "Luthor Unleashed" e "Rebirth!" - publicadas em 1983 na revista Action Comics #544. A edição tinha caráter comemorativo, e celebrava o 45° aniversário da publicação. As histórias foram responsáveis por reformular os vilões Lex Luthor e Brainiac, respectivamente, estabelecendo novas características que continuaram a influenciar as histórias produzidas nos anos seguintes. Luthor desenvolve uma armadura que lhe equipara a Superman e Brainiac converte toda a sua massa corporal em energia, transformando-se num ser robótico. A comemorativa reformulação é considerada uma das melhores histórias da revista e Rebirth inclusive foi incluída em 2013 no livro Superman: A Celebration Of 75 Years, uma edição especial reunindo as mais importantes histórias publicadas desde a criação do personagem.

## Histórico

### Produção e publicação
Reformular Luthor era algo que Wolfman pretendia realizar desde início da década de 1980. Tais mudanças eram parte das comemorações dos 45 anos de Superman. Os editores responsáveis pelas revistas do personagem haviam decidido que os vilões Luthor e Brainiac seriam reformulados, e Wolfman tinha ideias para os dois, mas fora decidido que ele só poderia alterar um deles — o escritor Cary Bates, que à época escrevia a revista Superman, ficaria responsável pela mudança de Luthor.

## Sucessão, legado e inspirações

### Luthor em 1986, por Wolfman e John Byrne

Na capa da 4ª edição da minissérie The Man of Steel, a nova caracterização de Luthor, um rico e influente empresário.

Em meados de 1985, quando o editor Andrew Helfer recebeu da DC Comics a incumbência de escolher os escritores que trabalhariam nas revistas de Superman após a conclusão de Crise nas Infinitas Terras, vários autores foram abordados. Há registros de que pelo menos Frank Miller, Steve Gerber, Cary Bates, Elliot Maggin, Marv Wolfman e Alan Moore também haviam encaminhado propostas à editora. De todas as propostas apresentadas para as revistas do personagem, a de Wolfman possuía tantas similaridades com a de Byrne que a editora convidaria o primeiro para participar da reformulação. Ele inicialmente escreveria a revista Action Comics, mas antes de dar início ao projeto se reuniu com Byrne para lhe expor suas ideias para Lex Luthor, sob duas condições: a primeira era que Byrne não poderia aproveitar nem parte do conceito se não aceitasse a proposta de Wolfman integralmente, tal qual ele a ofereceria; e a segunda que, se a proposta fosse rejeitada por Byrne, Wolfman não aceitaria o convite e outra pessoa teria que ser o roteirista de Action. Byrne concordou com tais termos, e ouviu a proposta. Embora Byrne julgasse interessante o conceito proposto para Lex Luthor, acabaria por rejeitar a proposta, pois Wolfman queria redefinir também a caracterização de Lois Lane, transformando-a na amante do vilão, e isso entraria em conflito com a caracterização que Byrne já tinha em mente para a personagem. Os dois acabariam por chegar a um meio-termo: a caracterização de Wolfman para Luthor foi mantida, e Byrne retrataria Lois de acordo com o que já planejava.
Wolfman sempre questionou qual seria a fonte dos recursos de Luthor. Declarou, quanto ao personagem: "Eu nunca 'acreditei' no Luthor original. Todas as histórias começavam com ele fugindo da prisão, encontrando algum robô gigante que ele havia escondido num laboratório secreto em algum lugar, e terminavam com ele derrotado. Minha visão era de que, se ele podia bancar todos esses laboratórios e robôs gigantes, ele não precisaria roubar bancos. Eu também pensei que Luthor não poderia ter super-poderes. Todos os outros vilões tinham super-poderes. O 'poder' de Luthor era sua mente. Ele tinha que ser mais esperto que Superman. Os poderes de Superman tinham que ser inúteis contra Luthor porque eles não poderiam enfrentar um ao outro fisicamente, e Superman simplesmente não era mais esperto que Luthor. Eu pensei que Luthor deveria ser tão 'legal' quanto possível, e seus crimes deveriam ser tão brilhantemente concebidos que Superman não poderia acusá-lo. A melhor forma de conseguir isso era transformá-lo num empresário/cientista". Na visão do escritor, entretanto, a mudança na caracterização de Luthor foi feita no momento correto. Se feita em 1984, ela não teria, sozinha, evitado a necessidade de um reboot e "acabaria se perdendo em meio às mudanças" feitas posteriormente. Ao estabelecer o "novo" Luthor ao mesmo tempo que o "novo" Superman, criou-se "uma história maior".